# André Smit
Andries (André) Smit (Zwolle, 30 juni 1916 – Hilversum, 23 november 2001) was een Nederlands musicus. Hij was solist op trompet en trombone, begeleider op piano, accordeon en zang (2e/3e stem). Hij was voornamelijk autodidact en werd professioneel musicus in 1934.

## Carrière
Hij speelde bij de dansorkesten van John Kristel in 1938, Ernst van 't Hoff en Henry van Leer in 1938 en 1939. Daarna was hij solist op trombone bij het orkest van Ray Ventura op tournee door Europa in 1939 en 1940. Hij soleerde op trombone en was arrangeur voor de orkesten van Klaas van Beeck en Ger van Leeuwen (1942-1951) en bij het Metropole Orkest o.l.v. Dolf van der Linden (1948-1956). Daarnaast was hij ook leider en arrangeur voor het orkest "Maria Zamora y sus muchachos" (1950-1960). Hij was de levenspartner, orkestleider en zakelijk manager van Maria Zamora (1950-1970).
Hij was arrangeur en klankregisseur voor de grammofoonregistraties van “Trovador Tropical” van Louis Alberto del Paraná, de leadzanger van het trio “Los Paraguayos” (1958). (Philips P 08106 L)
Klank-/Muziekregisseur bij de NRU / NOS Radio en Televisie, vooral betrokken bij Jazz- en orkest-opnamen bij Nordring Jazz en Eurovisie muziek-registraties in de jaren 1964 - 1982.